# 장선 (배우)
장선(1988년 8월 4일 ~ )은 대한민국의 배우이다.
주로 연극계과 독립영화계에서 활동해왔으며, 영화 데뷔작인 소통과 거짓말로 제 20회 부산국제영화제에서 '올해의 배우상'을 수상했다. 2018년 들꽃영화상, 춘사영화제, 부일영화상 등에 신인여우상 후보로 노미네이트되기도 하였다.

## 연기 활동

### 영화

#### 장편
- 2016년 《두 남자》 ... 간호사 역
- 2017년 《소통과 거짓말》 ... 여자 역
- 2017년 《해피뻐스데이》 ... 정복 역
- 2018년 《판소리 복서》 ... 복싱협회 직원 역
- 2020년 《바람의 언덕》 ... 정한희 역
- 2020년 《세자매》 ... 성운 담임 역
- 2023년 《비밀의 언덕》 … 경희 역
- 2023년 《콘크리트 유토피아》 … 낯선 이 1 역
- 2024년 《샤인》 … 라파엘라 수녀 역
- 2024년 《최소한의 선의》 … 학년 주임 역
- 2024년 《딸에 대하여》 … 정미 역

#### 단편
- 2015년 《시간 에이전트》 ... 이연아 역
- 2015년 《숙제》 ... 엄마 역
- 2016년 《치티드》 ... 아내 역
- 2016년 《밤낚시》 ... 정혜 역
- 2017년 《청춘의 끝》 ... 강수영 역
- 2018년 《환생》 ... 강선 역
- 2019년 《창친이 마음》 ... 고명현 역
- 2020년 《너의 오름》 ... 포토그래퍼 역
- 2020년 《비디오 킬 더 라디오스타》 ... 썬 역
- 2020년 《도시의 산》 ... 정혜 역

### 연극
- 2011년 《사랑한다면 이들처럼》 ... 엄마 멀티 역
- 2012년 《앵그리볼트》 ... 죽은 자의 아내 역
- 2013년 《피살된 흑인을 위한 의식》 ... 흐랑솨 다시즈 역
- 2013년 《독살미녀 윤정빈》 ... 모던걸 외 다역
- 2013년 《누가 고도를 기다리는가》 ... 블라디미르 역
- 2014년 《늦게 핀 꽃》 ... 사샤, 프로코로브나 역
- 2014년 《당신은 고도를 기다리고 있습니까?》 ... 블라디미르 역
- 2014년 《민중의 적》 ... 고민정 역
- 2015년 《도시 속 마피아》 ... 혜화동 감정폭격기 역
- 2015년 《빨간 휴지 줄까, 파란 휴지 줄까》 ... 며느리 역
- 2015년 《정의란 무엇인가》 ... 진상손님 외 다역
- 2016년 《아나스포라》 ... 최마담 외 다역
- 2017년 《썬.시연.보엠》 ... 썬 역
- 2018년 《모럴 패밀리》 ... 큰 언니 역
- 2018년 《예술이 죽었다》 ... 선 역
- 2019년 《인방갤》 ... BJ밀크 역

### 드라마
- 《조선 정신과 의사 유세풍 2》 (2023년, tvN) … 정 상궁 역
- 《살인자ㅇ난감》 (2024년, Netflix) … 재순 역
- 《하이퍼나이프》 (2025년, Disney+) … 미란 역
- 《S라인》 (2025년, Wavve) - 현흡의 어머니 역

## 수상 및 노미네이트
| 연도 | 시상식                | 부문           | 작품          | 결과 |
| ---- | --------------------- | -------------- | ------------- | ---- |
| 2015 | 제20회 부산국제영화제 | 올해의 배우상  | 소통과 거짓말 | 수상 |
| 2018 | 제5회 들꽃영화상      | 신인배우상     | 소통과 거짓말 | 후보 |
| 2018 | 제23회 춘사영화제     | 신인여우상     | 소통과 거짓말 | 후보 |
| 2018 | 제27회 부일영화상     | 신인여자연기상 | 소통과 거짓말 | 후보 |